# Pirozynskia shoemakeri
Pirozynskia shoemakeri är en svampart som beskrevs av Subram. 1972. Pirozynskia shoemakeri ingår i släktet Pirozynskia och familjen Asterinaceae.   Inga underarter finns listade i Catalogue of Life.